# 莫鲁加
10°5′18″N 61°16′49″W / 10.08833°N 61.28028°W

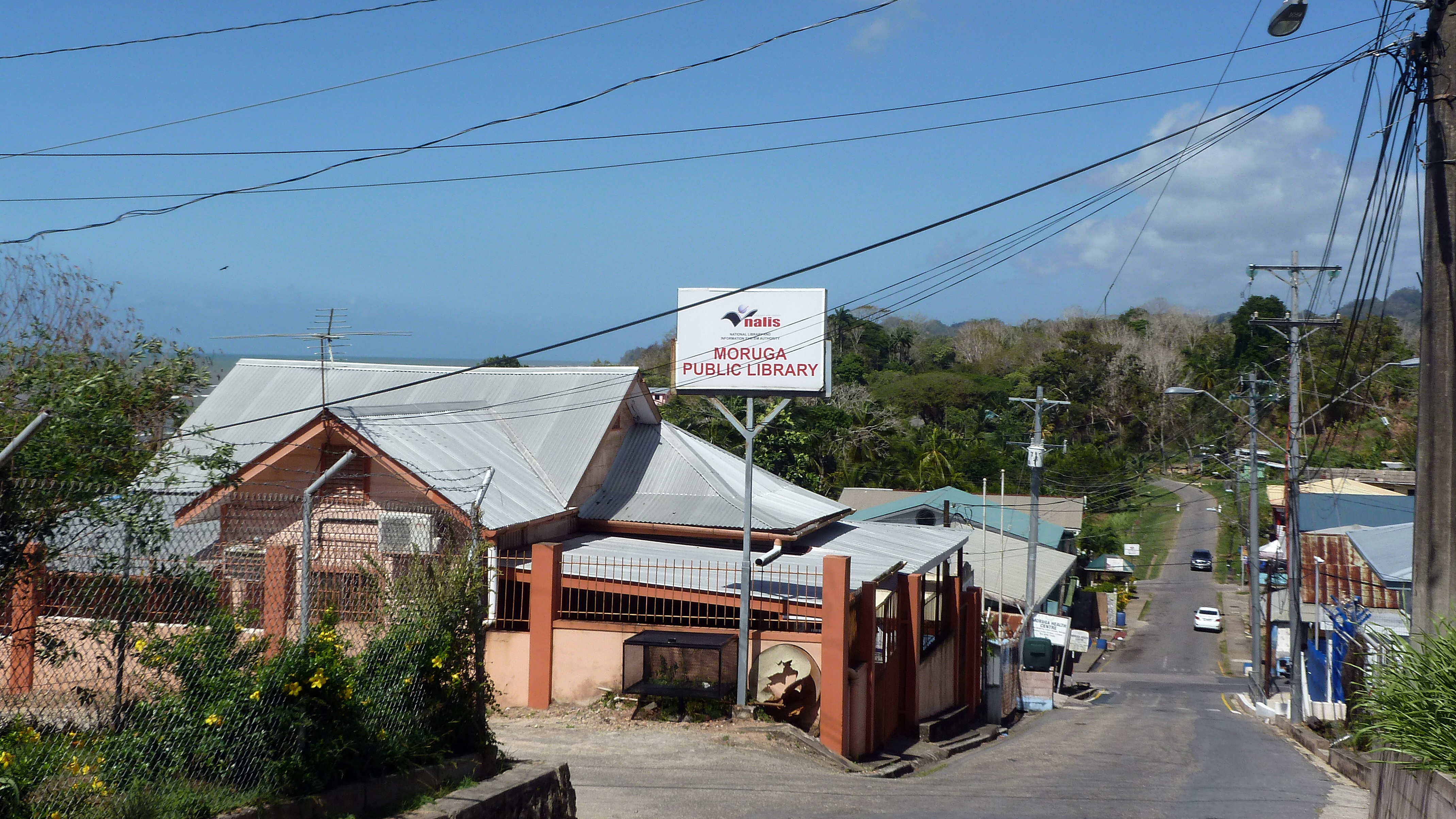

莫鲁加（英語：Moruga）是加勒比海岛国特立尼达和多巴哥特立尼达岛中南海岸的一座村庄，位于三一山脉西端，行政上由王子镇地区（原维多利亚郡）管辖，2011年人口316人。